# Juliette Bonheur
Juliette Peyrol Bonheur (1830 – 1891) fue una pintora francesa. Era conocida por sus pinturas de animales. Era hermana de Rosa Bonheur (1822 – 1899), Auguste Bonheur (1824 – 1884) e Isidore Bonheur (1827 – 1901).

## Biografía
Peyrol Bonheur nació en París en 1830. Fue educada en el arte de la pintura por su padre al igual que su hermana mayor Rosa. Su madre, Sophie Bonheur, profesora de piano, murió cuando Peyrol Bonheur era todavía un bebé. Su padre, Oscar-Raymond Bonheur, fue pintor paisajista y retratista y siempre fomentó el talento artístico de sus hijos.
Estaba casada con Hippolyte Peyrol, propietario de una fundición de bronce.
Expuso sus pinturas en el Salón de París desde 1852 hasta 1889.
Murió en París en 1891.
El trabajo de Peyrol Bonheur se exhibió en el Palacio de Bellas Artes en la Exposición Mundial Colombina de 1893 en Chicago, Illinois.